# Laura (livro)
Laura (1943) é um livro de Vera Caspary. É um dos maiores trabalhos da autora, chegando a ser adaptado como um filme popular em 1944, com Gene Tierney como a personagem-título.

## História da publicação
Originalmente, Laura foi lançado na revista Collier's, entre Outubro e Novembro de 1942, sendo a sétima parte da série "Ring Twice for Laura". A Houghton Mifflin republicou Laura como livro no ano seguinte; posteriormente, Caspary vendeu os direitos cinematográficos para a 20th Century Fox, que resultou em 1944, no filme homônimo estrelado por Gene Tierney e Dana Andrews. Em 1946, Caspary vendeu a história pela quarta vez, agora, co-escrevendo a versão teatral junto a George Sklar. 
Laura alcançou leitores mundialmente e foi traduzido para Alemão, Italiano, Japonês e Holandês, e foi liberado pela Armed Services Edition para os militares americanos durante a Segunda Guerra Mundial. Desde a publicação original, o livro foi relançado diversas vezes. A editora "I Books" lançou uma edição nos anos 2000, classificando-a como um "clássico perdido", todavia, a mesma não é mais impressa. Já a edição da Feminist Press foi disponibilizada em 2006.
No Brasil, em 1969 foi o volume que inaugurou a Série Alvi-Negra .
Em 2015, foi incluído como parte da coleção "Escritores de crimes femininos" da "Library of America's".

## Enredo
Como no romance de Wilkie Collins The Woman in White (1859), Laura é narrada na primeira pessoa por várias personagens alternadas.  Todas essas histórias individuais giram em torno do aparente assassinato da personagem-título, uma anunciante de sucesso de Nova Iorque morta na porta de seu apartamento com um tiro de espingarda que destruiu seu rosto.
O detetive Mark McPherson, é designado para o caso e começa a investigar os dois homens mais próximos de Laura: Waldo Lydecker, um escritor narcisista de meia-idade que era ex-amante dela, e Shelby Carpenter, um mulherengo que era noivo de Laura. À medida que aprende mais sobre ela, Mark – que não é o mais sentimental dos homens – começa a se apaixonar por sua memória. Quando Laura se mostra muito viva, no entanto, ela se torna a principal suspeita.
O romance tem alguns elementos autobiográficos; Caspary, como Laura, era uma mulher independente que ganhava a vida como anunciante e lutava para equilibrar carreira e romance.

## Principais personagens
- Laura Hunt, uma inteligente e bela anunciante de Nova York cuja carreira está prosperando;
- Mark McPherson, o jovem detetive de homicídios designado para o caso de assassinato de Laura Hunt (mais tarde o de Diane Redfern);
- Waldo Lydecker, um escritor de meia-idade obeso com gostos caros e ex-amante de Laura;
- Shelby Carpenter, o noivo de Laura, um namorador indistinto;
- Diane Redfern, uma jovem modelo em dificuldades e a verdadeira vítima do assassinato.

## Discussão
Laura muitas vezes é identificada, erroneamente, como um romance noir, e a personagem principal como uma femme fatale. Na verdade,  ela é uma mulher inteligente, independente, bonita e desejável que dispensou o estéril Waldo Lydecker para se casar com Shelby Carpenter. Todavia o corpo da amante de Shelby é encontrado em seu apartamento, vestindo suas roupas; e, quando questionada, responde evasivamente.
Todas esses fatos acabam por lançar suspeitas sobre ela; no entanto, a principal tendência do enredo é mostrar que, embora as circunstâncias tenham a empurrado perigosamente para perto do caos emocional, ela tem mais integridade inata do que qualquer outra personagem do romance, homem ou mulher: o noivo de Laura, por exemplo, é infiel a ela mesmo na véspera de seu casamento, enquanto seu "melhor amigo" Waldo usa métodos insidiosos para afastar seus amantes. Moralmente, o único igual de Laura é Mark McPherson, o detetive durão que começa investigando o assassinato de Laura; então investiga Laura por assassinato; e finalmente se torna seu verdadeiro amor e salvador.
A heroína falsamente impugnada, seu resgate pelo amante e o final feliz colocam Laura solidamente no gênero de suspense romântico. O que a diferencia é que Laura não é uma virgem indefesa: ela tem uma carreira de sucesso e um histórico sexual considerável, mas ainda surge como sincera e amável, com desejos domésticos tão fortes que ela está disposta a se casar com um homem indigno para satisfazê-los. 